# Ташмухамедова, Озода Абдулназаровна
Ташмухамедова Озода (Озода-Ханым-Ниссо) (приблизительно 8 марта 1910, Хорог — 21 июня 1962, Кисловодск) — первая женщина Памира, ставшая членом ВКП(б) (с 1952 года Коммунистической партии Советского Союза) в 1925 году.

## Биография
Озода (Озода-Ханым-Ниссо) Ташмухамедова (Назарова) родилась в 1910 году в кишлаке Хорог (Памир) в семье дехканина Абдулназара. Рано потеряла родителей и воспитывалась в семье многодетных родственников, также испытывавших крайнюю нужду. В годы детства испытала немало лишений, была вынуждена зарабатывать свой кусок хлеба, помогая пастухам пасти овец, круглый год ходила босиком в одной рубашке из мешковины. В возрасте 14 лет родная тётя продает её старику баю на другую сторону реки Пяндж в Афганистан. Не желая примириться с предстоящей участью, она бежит и, бросившись в бурные воды реки, чудом добралась до другого берега, где уже была советская власть. На берегу её нашли советские пограничники и в пограничном отряде она находит приют.
В конце 1925 года Озода выходит замуж за начальника погранотряда, чекиста С. М. Вейзагера (репрессированного в 1937 г. и расстрелянного в 1938 г. Реабилитирован в 1994 г.). Именно в это время, в возрасте 16 лет, она становится первой женщиной Памира — членом ВКП(б) и связывает с партийной работой свою дальнейшую жизнь.
Неграмотная девушка получает образование сначала на рабфаке города Ленинграда, а затем в Ленинградском Восточном институте. В 1932 году её избирают депутатом райсовета одного из центральных районов г. Ленинграда. В этот период она знакомится с литератором П.Лукницким и история её юности становится сюжетом романа «Ниссо» (1-е издание 1946 г.).
В 1934 году Озода была направлена на партийную работу в Таджикистан инструктором Шахринавского райкома, а позднее Сталинабадского (Душанбинского) горкома КПСС. В 1935 году Озоду Назарову назначили директором ведущего театра им. Лахути города Душанбе. В предвоенные годы работала директором республиканского Дома народного творчества. В военные и послевоенные годы работала начальником отдела кадров Наркомата земледелия, начальником отдела Наркомата госконтроля.
В Таджикистане она выходит замуж за Мастибека Ташмухамедова, видного партийного работника, а впоследствии заместителя начальника политотдела 20-й кавалерийской дивизии Таджикистана, ставшего после Великой Отечественной войны первым генерал-майором — таджиком.
В 1947 году по состоянию здоровья была вынуждена оставить работу. За многочисленные заслуги ей была назначена персональная пожизненная пенсия. Много внимания и времени уделяла общественной работе, воспитанию подрастающих кадров.
Трагически погибла в июне 1962 года, находясь на лечении в санатории г. Кисловодска. Похоронена на военном кладбище г. Душанбе.

## Память
Озода Ташмухамедова стала прототипом литературной героини романа «Ниссо», созданного известным советским писателем Павлом Лукницким и переведенным на многие языки. На основе романа композитор Сергей Баласанян создал оперу «Бахтиер и Ниссо» (1954 г.), шедшую много лет на сцене оперного театра г. Душанбе (Таджикская ССР). В 1965 году на киностудии «Таджикфильм» по сценарию П.Лукницкого и Л.Рутицкого режиссёр Марат Арипов снял художественный фильм «Ниссо», а в 1979 году известный режиссёр Д.Худоназаров на киностудии «Таджикфильм» снял трехсерийный телефильм «Юности первое утро», где через жизнь и судьбу Озоды-Ханым дана широкая картина пробужденного революцией высокогорного Памира.